# Paul Teutul sr.

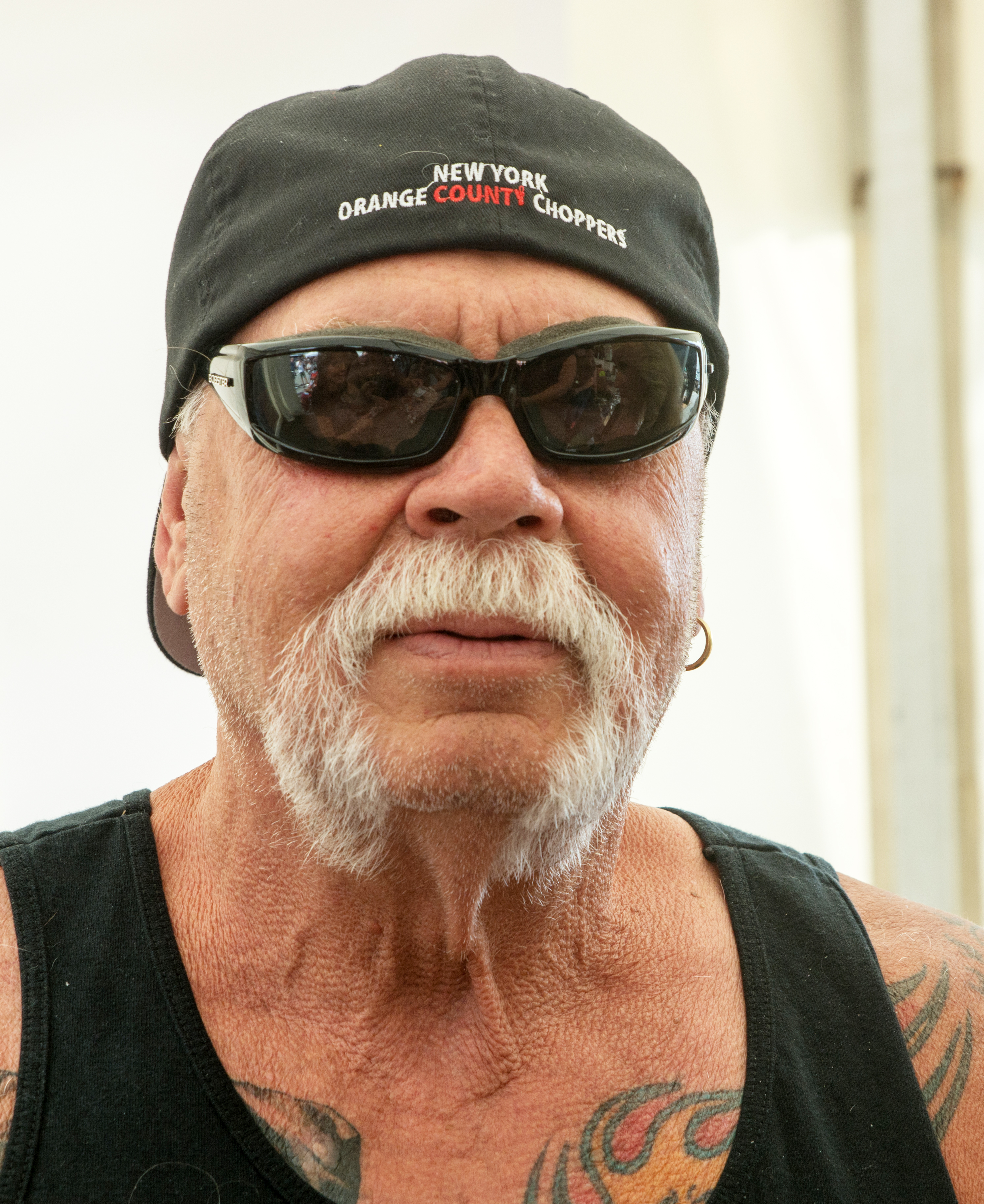
Paul Teutul sr. in Hamburg 2016

Paul John Teutul sr.  (Yonkers, New York, 1 mei 1949), is de oprichter van Orange County Ironworks en Orange County Choppers. Teutul werkte samen met zijn zoons Paul Teutul Jr. en Michael (Mikey) Teutul. Paul sr. werd samen met Paul jr. en Mikey beroemd in 2002, toen startte er een realityserie over Orange County Choppers. De reeks American Chopper loopt nog steeds op Discovery Channel. OCC is gevestigd in Montgomery in de staat New York.
In een paar afleveringen van American Chopper, maakte Teutul een verwijzing naar zijn misbruik van drugs en alcohol in het verleden. Hij verklaarde dat hij een frequente marihuana-gebruiker was. Hij meent dat zijn alcoholisme zijn kinderen ook inspireerde om te experimenteren. In 1 aflevering in 2009 gaat hij in gesprek met zijn medewerkers om te 'vieren' dat hij inmiddels 25 jaar nuchter is. Paul sr. is op dat ogenblik 60 jaar. Hij vertelt daar redelijk open over zijn drankprobleem en de hoeveelheden die hij nam om te functioneren.    
Teutul begon oorspronkelijk met het bedrijf Orange County Ironworks, een werkplaats die nu eigendom is en beheerd wordt door zijn zoon Daniel. Paul sr. begon in dat gebouw aangepaste motoren te bouwen.  
Hij heeft de reputatie een harde zakenman en een figuur met een kort lontje te zijn. Hij wordt vaak gezien bij de telefoon waar hij van een verkoper of service bedrijf sneller resultaat verwacht. Geen detail over het runnen van zijn bedrijf ontsnapt aan zijn aandacht en hij laat het zijn werknemers goed weten wanneer hem iets niet bevalt. Hij had regelmatig ruzie met zijn zoons Paul jr. en Mikey. Later verlieten beide Orange County Choppers. Paul jr. heeft nu zijn eigen bedrijf Paul jr. Designs.
Paul Teutul Sr. heeft buiten zijn zoons Paul jr, Michael en Daniel, een dochter Cristin. Paul sr. is gescheiden van zijn eerste vrouw Paula en heeft in juli 2007 een huwelijk gesloten met Beth Dillon. 
Een aanzienlijk deel van het imago van Paul Teutul vormen zijn vele tatoeages. Hij voegt daar af en toe nieuwe tatoeages aan toe.